# Banca Transilvania
La Banca Transilvania est une banque roumaine fondée en 1993 à Cluj-Napoca, et fait partie de l'indice BET-10.

## Historique
En novembre 2017, Banca Transilvania annonce l'acquisition de Bancpost, qui regroupe les activités roumaine d'Eurobank.